# Kárový vzor
Káro (angl.: check design, něm.: Karo) je vzorování textilií ve čtvercových nebo obdélníkových řadách, které vzniká zkřížením vodorovných a kolmých barevných pruhů. Vzorování se dá provádět buďto s použitím různobarevných nití nebo potiskováním jak na tkaninách, tak i na pleteninách.
Výraz káro pochází z francouzštiny (carreau = kostka).  

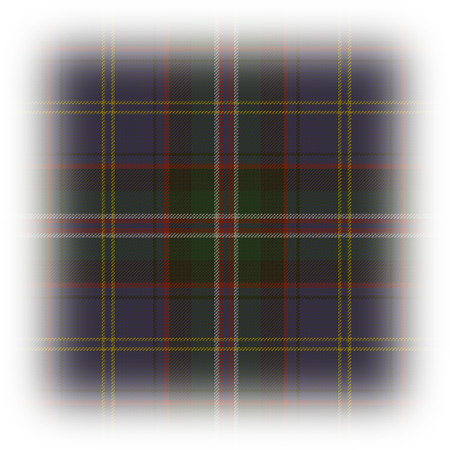
Pestře tkané káro (“český” tartan)
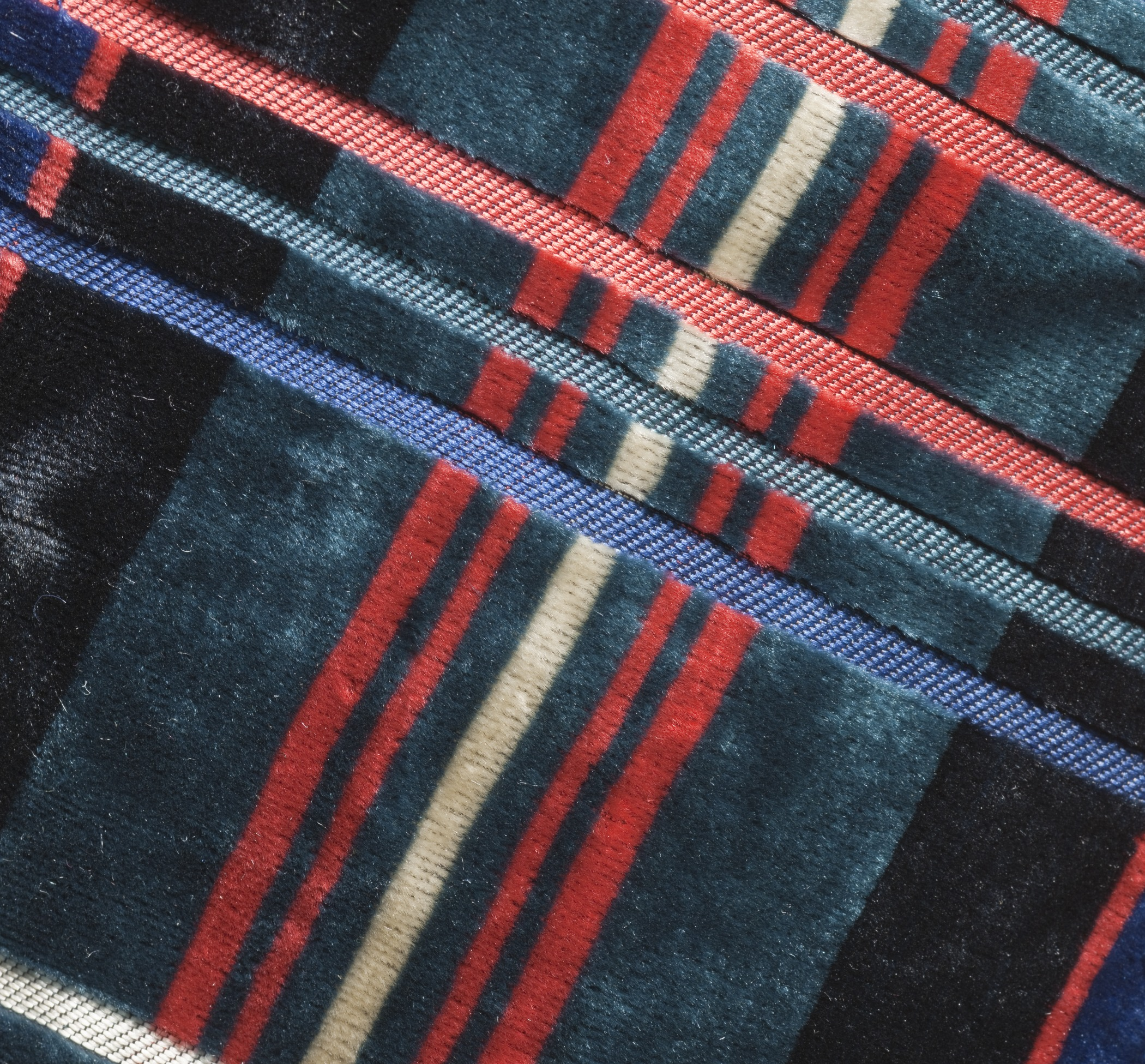
Káro na sametové vestě (Anglie asi v roce 1840)